# Szulfonilcsoport

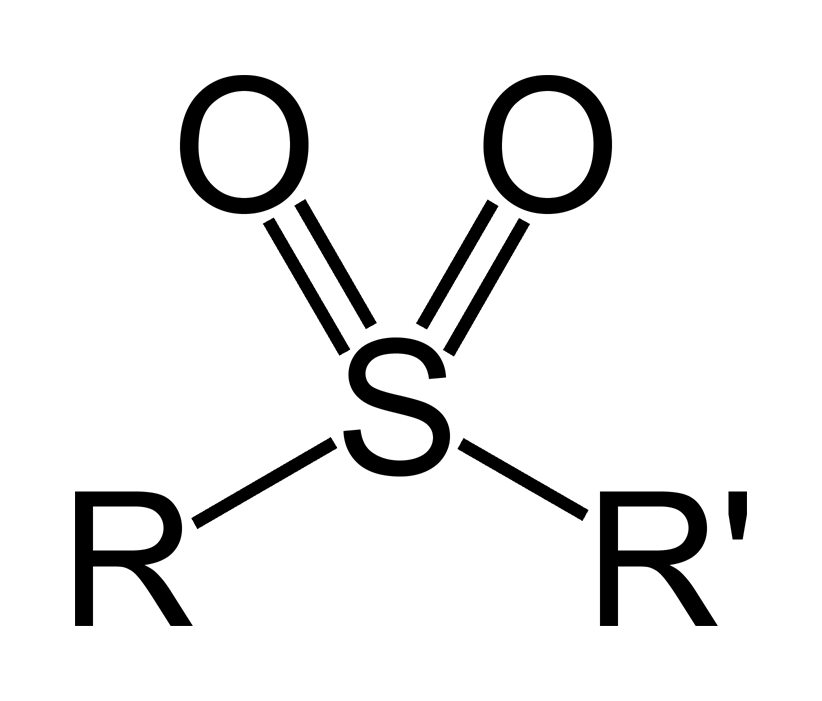
A szulfonokban a szulfonilcsoporthoz két szénhidrogéncsoport kapcsolódik.

A szulfonilcsoport utalhat a főként szulfonokban előforduló funkciós csoportra vagy olyan szubsztituensre, mely szulfonsavból származtatható egy hidroxilcsoport eltávolításával, hasonlóan az acilcsoporthoz. A szulfonilcsoport általános képlete R-S(=O)2-R', a kénatom a két oxigénhez kettős kötéssel kapcsolódik.
A szulfonilcsoport lítium-alumínium-hidriddel (LiAlH4) szénhidrogénné redukálható.
A szervetlen kémiában az –S(=O)2– csoportot, amikor az nem szénatomhoz kapcsolódik, szulfurilnak nevezik.

## Példák szulfonilcsoport szubsztituensekre
A szulfonilcsoportok nevei jellemzően -zil végűek:
| Csoportnév | Teljes név                            | Rövidítés | Példa                                                |
| ---------- | ------------------------------------- | --------- | ---------------------------------------------------- |
| Tozil      | p-toluolszulfonil                     | Ts        | Tozil-klorid (p-toluolszulfonil-klorid) CH3C6H4SO2Cl |
| Brozil     | p-brómbenzolszulfonil                 | Bs        |                                                      |
| Nozil      | 2- vagy 4-nitrobenzolszulfonil        | Ns        |                                                      |
| Mezil      | metánszulfonil                        | Ms        | Mezil-klorid (metánszulfonil-klorid) CH3SO2Cl.       |
| Triflil    | trifluormetánszulfonil                | Tf        |                                                      |
| Danzil     | 5-(dimetil-amino)naftalin-1-szulfonil | Ds        | Danzil-klorid                                        |

## Fordítás
Ez a szócikk részben vagy egészben  a   Sulfonyl című angol Wikipédia-szócikk ezen változatának fordításán alapul.  Az eredeti cikk szerkesztőit annak laptörténete sorolja fel. Ez a jelzés csupán a megfogalmazás eredetét és a szerzői jogokat jelzi, nem szolgál a cikkben szereplő információk forrásmegjelöléseként.